# 1004 до н. е.

## Події
- Саул, цар Ізраїльського царства наклав на себе руки після поразки в битві з філістимлянами на горі Гільбоа.
- Новим царем став Давид — Божий помазаник.
- У Вавилоні затвердилася Династія Базі (VI Династія).

### Астрономічні явища
- 9 червня. Кільцеподібне сонячне затемнення.[1]
- 4 грудня. Часткове сонячне затемнення.[1]

## Померли
- Цар Саул, засновник Ізраїльського царства.